# 射 (圏論)
数学の多くの分野において、型射あるいは射（しゃ、英: morphism; モルフィズム）は、ある数学的構造を持つ数学的対象から別の数学的対象への「構造を保つ」写像の意味で用いられる（準同型）。この意味での射の概念は現代的な数学のあらゆる場所で繰り返し生じてくる。例えば集合論における射は写像であり、線型代数学における線型写像、群論における群準同型、位相空間論における連続写像、… といったようなものなどがそうである。
圏論における射はこのような概念を広く推し進め、しかしより抽象的に扱うものである。考える数学的対象は集合である必要はないし、それらの間の関係性である射は写像よりももっと一般の何ものかでありうる。
射の、そして射がその上で定義される構造（対象）を調べることは圏論の中核を成す。射に関する用語法の多くは、その直観的背景でもある具体圏（対象が単に付加構造を備えた集合で、射がその構造を保つ写像であるような圏）に由来するものとなっている。また圏論において、圏を図式と呼ばれる有向グラフによって見る立場から、射は有向辺あるいは矢印 (arrow) と呼ばれることもある。

## 定義
圏 C は二種類の類からなり、一つは対象の類、いま一つは射の類である。
任意の射に対して、始域（ドメインあるいはソース）および終域（コドメインあるいはターゲット）と呼ばれる二つの演算が定義される。射 f が始域 X と終域 Y を持つとき、これを f: X → Y で表す。つまり、射は始域から終域へ向かう「矢印」として表される。X から Y への射全体の成す集まりは、homC(X,Y) あるいは単に hom(X, Y) で表され、射の類、ホム類 (hom-class) あるいは（特に類が小さいとき）射集合またはホム集合 (hom-set)（"hom" は同じを意味する "homo-" あるいは準同型 ("homomorphism") から）と呼ばれる。MorC(X,Y) や Mor(X, Y) と書かれることもある。ホム「集合」などと呼ぶのは、射の全体が必ずしも集合を成すことは要求されないことを考えれば少々語弊のある名称であることに注意。
任意の三対象 X, Y, Z に対して、合成と呼ばれる二項演算 hom(X, Y) × hom(Y, Z) → hom(X, Z) が存在し、二つの射 f: X → Y と g: Y → Z との合成射は g ∘ f あるいは gf と書かれる。射の合成はしばしば可換図式として表される。例えば
射は二つの公理を満足する:
- 恒等律: 任意の対象 X に対して。X 上の恒等射と呼ばれる射 idX: X → X が存在して、任意の射 f: A → B に対して idB ∘ f = f = f ∘ idA が成立する。
- 結合律: h ∘ (g ∘ f) = (h ∘ g) ∘ f が演算の定義される限りにおいて成り立つ。

具体圏 C においては、恒等射はまさに恒等写像であり、合成はまさに通常の写像の合成である。この場合、結合律は写像の合成が結合的であることから満たされる。
本当は終域と始域は射を決定する情報の一部であることに注意すべきである。例えば、集合の圏において、射は写像であるが、順序対全体の成す集合（つまりグラフ）としては一致するが終域の異なる二つの写像というのは、圏論的に見れば相異なる。そこで射の類 hom(X, Y) は X, Y が異なれば交わりを持たないと仮定する文献もある。実用上はこれはあまり問題ではなく、この仮定が満たされない場合には射にその始域と終域とを（順序三つ組の第二、第三成分として）追加してやれば回避することができる。

## 特定の種類の射
- 単射: 射 f: X → Y が単射 (mono-morphism) であるとは、f ∘ g1 = f ∘ g2 ならば g1 = g2 が任意の射 g1, g2: Z → X に対して成り立つことである。モノ射 (mono) あるいは単型射 (monic) とも呼ばれる[1]。
  - 射 f が左逆射 (left inverse) を持つとは、射 g: Y → X で g ∘ f = idX を満たすものが存在するときに言う。左逆射 g は f の引き込み（英語版） (retraction) とも言う[1]。左逆射を持つ射は常に単射だが、逆は任意の圏においては必ずしも成り立たない（左逆射をもたない単射が存在する）。
  - 分裂単射 (split monomorphism) h: X → Y は左逆射 g: Y → X, (g ∘ h = idX) を持つ単射を言う。このとき h ∘ g: Y → Y は冪等、すなわち (h ∘ g)2 = h ∘ g が成立する。
  - 具体圏（英語版）において、左逆射を持つ写像は集合論的単射（単写）すなわち入射的 (injective) である。即ち、具体圏において（圏論的）単射は殆ど常に（集合論的）単射である。注意すべきは、入射的であるという条件は単型であるという条件よりは強いが、分裂単射であるという条件よりは弱いことである。
- 全射: 双対的に、f: X → Y が全射 (epi-morphism) であるとは、g1 ∘ f = g2 ∘ f ならば g1 = g2 が任意の射 g1, g2: Y → Z に対して成立するときに言う。エピ射 (epi) あるいは全型射 (epic) とも言う[1]。
  - 射 f が右逆射 (right inverse) を持つとは、射 g: Y → X で f ∘ g = idY を満たすものが存在するときに言う。右逆射 g は f の切断あるいは断面 (section) とも言う[1]。右逆射をもつ射は必ず全射だが、逆は任意の圏においては必ずしも成り立たず、右逆射を持たない全射が存在する。
  - 分裂全射 (split epimorphism) は右逆元を持つ全射を言う。単射 f が左逆射 g に関して分裂するとき、g は右逆元 f を持つ分裂全射である。
  - 具体圏において、右逆射をもつ写像は集合論的全射（全写）すなわち上への写像である。即ち、具体圏において圏論的全射は殆ど常に集合論的全射である。注意すべきは、上への写像であるという条件は全型であるという条件よりは強いが、分裂全射であるという条件よりは弱いことである。集合の圏 Set において任意の（集合論的）全射が切断を持つという事実は選択公理と同値である。
- 単射でも全射でもあるような射は全単射あるいは双射 (bimorphism) と呼ばれる。
- 同型射: 射 f: X → Y に対して射 g: Y → X が存在し、 f ∘ g = idY かつ g ∘ f = idX が成り立つものを同型射であると言う。射 f が左逆射と右逆射をともに持つとき、両者は一致して f は同型射であり、g は単に f の逆射 (inverse) と呼ばれる。逆射は、それが存在すれば一意である。逆射 g もやはり同型射であり、逆射として f を持つ。二つの対象がその間に同型射を持つとき、それら二つは互いに同型あるいは同値であるという。注意すべきは、任意の同型射は双射だが、双射は必ずしも同型射ではないことである。例えば、可換環の圏において包含射 Z → Q は双射だが同型射ではない。しかし、全射かつ分裂単射であるような、もしくは単射かつ分裂全射であるような任意の射は同型射でなければならない。集合の圏 Set のように、任意の双射が同型射であるような圏は、均衡圏 (balanced category) と呼ばれる。
- 自己射: 射 f: X → X は、対象 X の自己射と言う。冪等自己射 f が分裂自己射 (split endomorphism) であるとは、分解 f = h ∘ g で g ∘ h = id を満たすものが存在するときに言う。特に、圏のカロウビ展開圏（英語版）は、任意の冪等射が分裂する。
- 自己同型射は同型射であるような自己射を言う。

## 例
- 普遍代数学において調べられるような具体圏（群の圏 Grp、環の圏 Ring、加群の圏 R-Mod など）における射は、ふつう準同型（準同型射）と呼ばれる。自己同型、自己準同型、全準同型、準同型、同型、単準同型などの概念が普遍代数において用いられる。
- 位相空間の圏 Top において、射は連続写像であり、同型射は同相写像と呼ばれる。
- 可微分多様体の圏 Man∞ において、射は滑らかな写像であり、同型射は微分同相写像と呼ばれる。
- 小さい圏の圏 Cat において、函手はその圏における射と考えることができる。
- 函手圏 Func における射は自然変換である。

更なる例は圏論の項を参照せよ。

## 注記
1. 1 2 3 4  Jacobson (2009), p. 15.